# 拉巴赫·祖拜尔
拉巴赫·祖拜尔 （阿拉伯语：‎ ，約1842年—1900年4月22日），是一位苏丹军阀和奴隶贩子，他在乍得湖以东建立了拉巴赫王国。
拉巴赫·祖拜尔生於喀土穆的一个阿拉伯人部落。他曾經是祖拜尔帕夏军队里的一名骑兵。1879年，拉巴赫·祖拜尔独自率领军队來到中非东部活動，並且進攻多國，逐漸擴大自己的地盤，最終建立自己的國家拉巴赫王国，1893年定都迪克瓦。
1897年，法军進攻巴吉尔米王国，並要求該國反對拉巴赫·祖拜尔。拉巴赫·祖拜尔於是進攻巴吉尔米王国。1900年，法军進攻乍得，4月22日與拉巴赫·祖拜尔军队交戰，拉巴赫·祖拜尔身亡。